# Sikorsky CH-53K King Stallion
Le Sikorsky CH-53K King Stallion est un hélicoptère de transport lourd en cours de développement par Sikorsky Aircraft pour le Corps des Marines des États-Unis afin de remplacer leurs CH-53E Super Stallion. Ce sera l'hélicoptère le plus grand et le plus lourd de l'armée américaine. Deux cents appareils doivent être commandés et livrés entre 2018 et, selon les prévisions de 2022, 2030 pour un coût total de plus de 23 milliards de dollars. Les premiers essais ont commencé en avril 2014 et le premier vol a lieu le 27 octobre 2015. Il entre en unité opérationnel le 24 janvier 2022.

## Développement

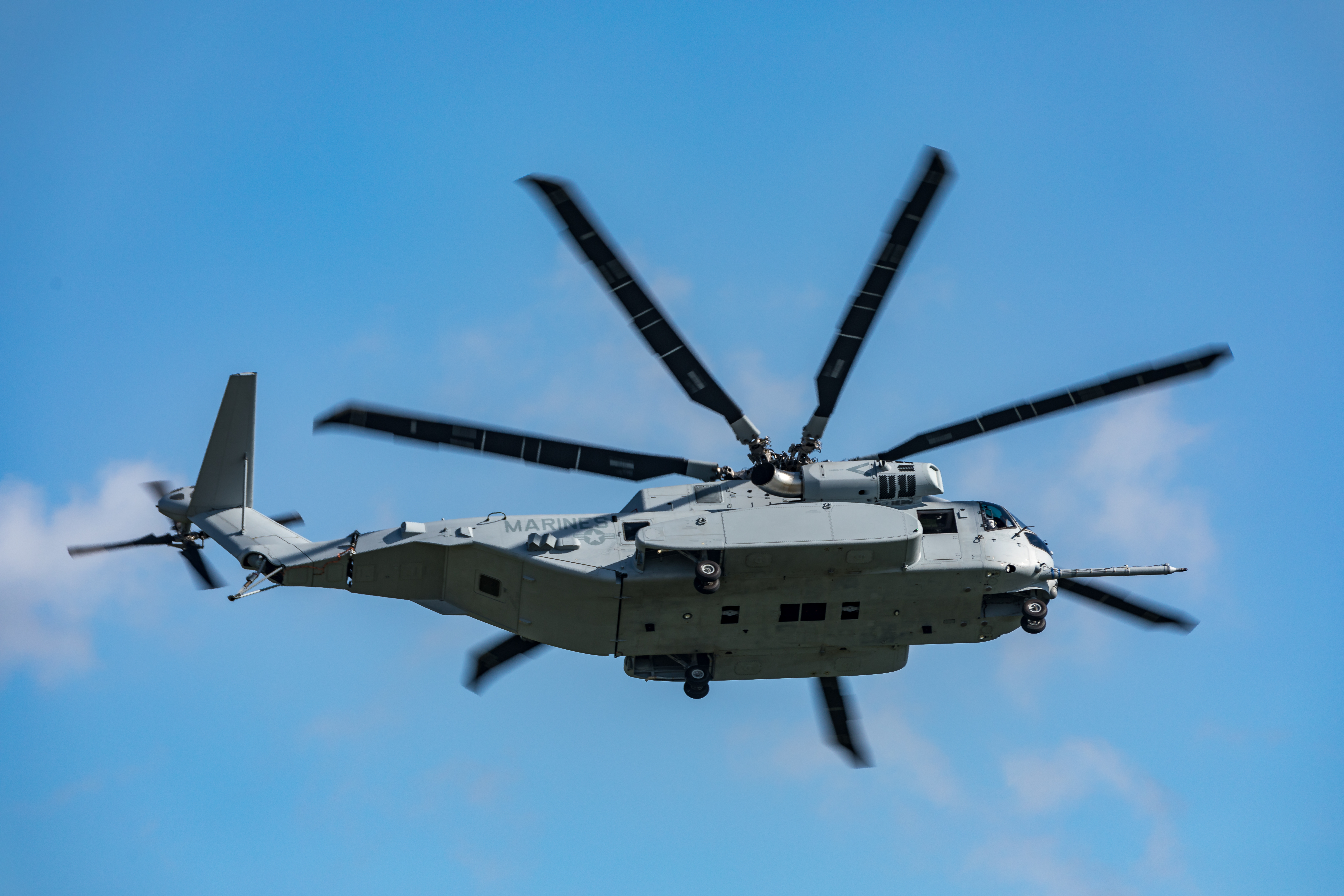
Le prototype en vol au Salon aéronautique international de Berlin en 2018.

Le United States Marine Corps Aviation avait prévu de mettre à jour la plupart de ses CH-53E pour les maintenir en service, mais ce plan a été abandonné. Sikorsky a alors proposé une nouvelle version, à l'origine le CH-53X, et en avril 2006, le USMC a signé un contrat pour 156 appareils dénommés CH-53K, d'une valeur de 18,8 milliards de dollars, avec des livraisons étalées jusqu'en 2021.
Le CH-53K est une refonte générale du CH-53E, les principales améliorations sont les nouveaux moteurs et la disposition du cockpit. Le CH-53K dispose d'une capacité d'emport 3 fois plus importante, d'environ 14 tonnes. La capacité d'emport sous élingue est quant à elle estimée à plus de 16 tonnes et le rayon d'action du CH-53E doublé, et la soute est plus large pour lui permettre d'embarquer un Humvee. Le CH-53K met en œuvre de nouveaux flotteurs composites tronqués à la largeur de coupe, donnant à l'hélicoptère un empattement étroit pour les opérations à bord. Il est également équipé d'un nouveau système de pale de rotor en composite, avec une technologie similaire à celle actuellement disponible sur le Sikorsky UH-60 Black Hawk. Le CH-53K utilise les moteurs General Electric GE38-1B (T408).
En août 2007, l'USMC a augmenté son carnet de commandes, le portant de 156 à 227 unités. En 2008, le travail de conception est bien engagé, les progrès ont été accomplis avec des efforts dans la réduction du poids afin de répondre aux exigences opérationnelles. L'angle d'inclinaison du rotor a été diminué et des composants déplacés pour assurer que le centre de gravité ne se déplace pas trop loin vers l'arrière quand le combustible est brûlé. Le 4 décembre 2012, Sikorsky livre le premier CH-53K pour un essai au sol. En janvier 2013, le programme a été estimé à 23,17 milliards de dollars, avec l'acquisition prévue de 200 hélicoptères. Le 5 mai 2014, le général James F. Amos annonce pendant la présentation officielle que le CH-53K sera appelé le King Stallion.
Le programme a accumulé de nombreux retards est, lors de premier vol le 27 octobre 2015, le coût de développement de l'appareil est passé de 724 millions de dollars américains à 3,8 milliards de dollars.
Début 2015, il est prévu que les deux premiers exemplaires opérationnels seront livrés durant l'année 2017 pour un total de 26 unités produites en 2020.
En mai 2019, on prévoit que les douze premiers exemplaires de série entrent en service en 2022 mais en juillet, cela est reporté à 2023.
Entre octobre 2020 et le 29 septembre 2021, Sikorsky a livré quatre hélicoptères de transport lourd CH-53K King Stallion opérationnels à l'escadron d'évaluation opérationnelle et de test VMX-1 au Marine Corps Aviation Station New River à Jacksonville, en Caroline du Nord. Ces hélicoptères et le prototype de développement d'ingénierie et de fabrication (EMD) ont été assemblés dans les installations d'essais en vol de Sikorsky à West Palm Beach, en Floride.
Le premier hélicoptère de série construit dans l'usine de Stratford (Connecticut) est finalement remit le 24 septembre 2021 pour une entrée en service prévu en 2024.
Le HMH-461 devient le premier escadron opérationnel à en être équipé le 24 janvier 2022.
Fin décembre 2022, l'US Navy donne son feu vert pour la production à plein régime de l'hélicoptère Sikorsky CH-53K, ce qui devrait porter la production à plus de 20 hélicoptères par an dans les années à venir.

## Versions
- Sikorsky CH-53X King Stallion : Le Corps des Marines a annoncé fin 2000 un plan afin de recycler ses CH-53E, les mises à niveau des hélicoptères devaient prolonger leur durée de vie opérationnelle jusqu'en 2025. Le programme CH-53X prévoyait la mise à niveau de 111 de leurs 165 CH-53E pour un coût estimé à 21 millions de dollars chacun, soit seulement un cinquième du coût d'un nouvel hélicoptère de remplacement. Leurs améliorations devaient permettre de réduire les coûts d'exploitation de 25 % (soit environ 30 millions de dollars par année pour l'ensemble du parc) et de porter la capacité de charge à 12 700 kg, elles comprenaient un nouveau moteur Rolls-Royce AE1107C, des pales de rotor en composite basées sur celles du Sikorsky S-92 et un cockpit tout écran identique au MV-22. Un nouvel appareil a finalement été préféré[13].

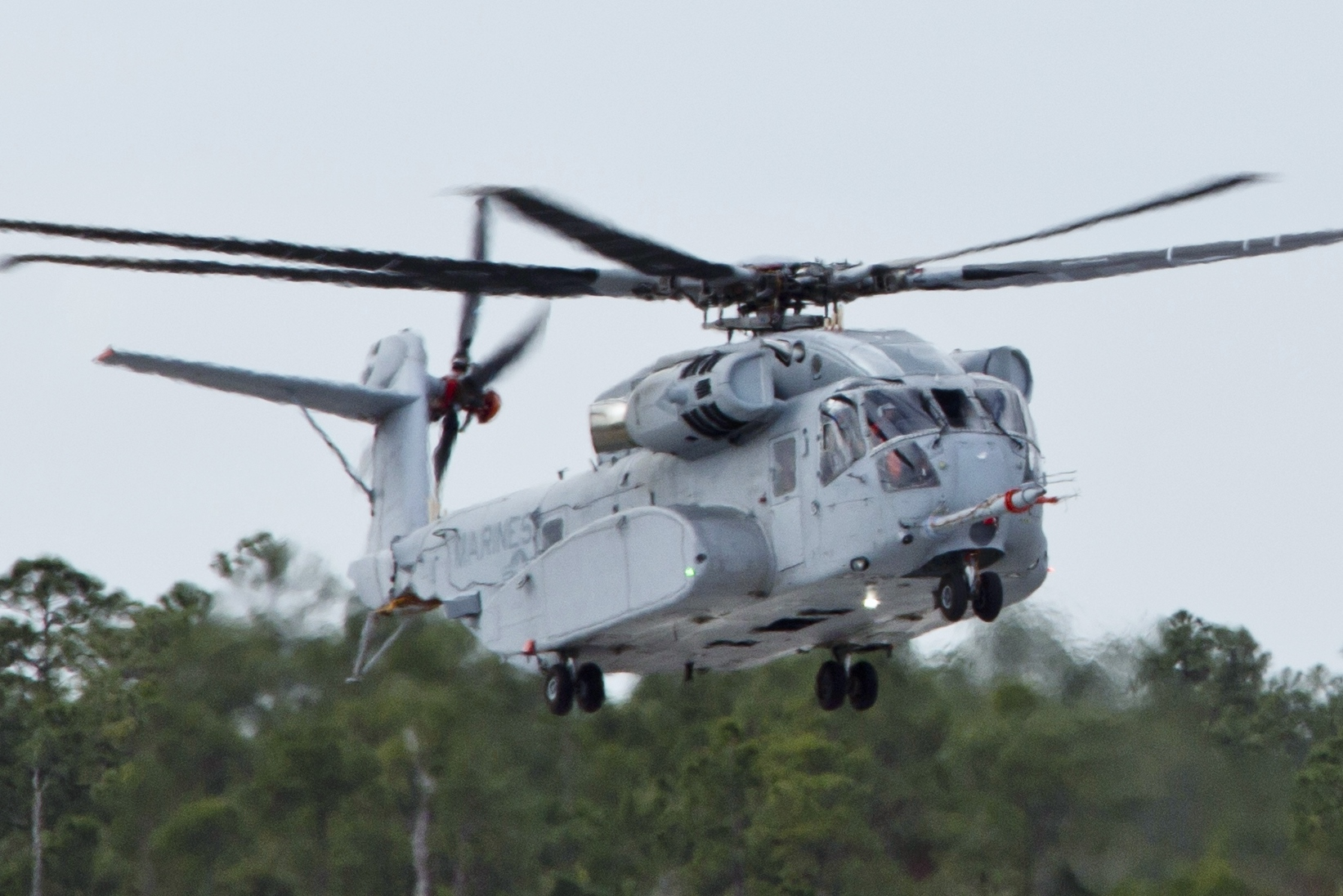
Modèle de démonstration le 8 mars 2016.

## Opérateurs

### Opérateurs futurs
États-Unis
- US Marine Corps : 227 en projet répartis en 8 escadrons actifs, un d'entrainement et un en réserve.
- US Navy : 4 prototypes.
- Israël : 12 commandés le 31 décembre 2021 (plus 6 options)[14].

### Opérateurs potentiels
Allemagne
- Étude de projet pour l'acquisition de 41 appareils[15].
- En décembre 2017 l'Allemagne se dit intéressé par des hélicoptères lourds américains, entre 45  et   60 exemplaires. Le Sikorsky CH-53K King Stallion est l'un des deux concurrents face au Boeing CH-47F Chinook. Le contrat est évalué à 4 milliards d'euros[16],[17]. L'appel d'offres est finalement annulé le 29 septembre 2020[18].

- La Belgique pour le remplacement de ses 4 NH90 TTH a pris la décision de se doter de 4 hélicoptères lourds ; son choix pourrait se porter sur le CH-53K mais deux autres concurrents sont dans la compétition : le CH-47F et le MH-101.

 Japon
- Client potentiel.